# Rémi Brague

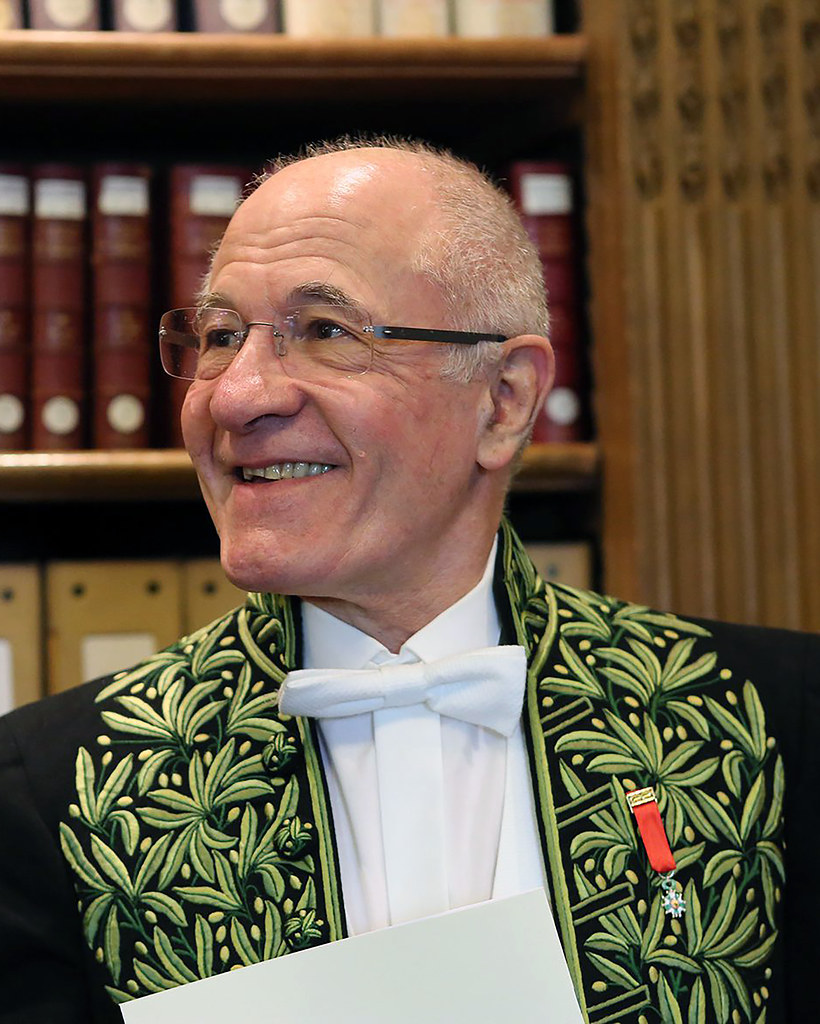
Rémi Brague, filósofo francês (2020)

Rémi Brague (Paris, 8 de setembro de 1947) é um filósofo especialista em filosofia medieval árabe, judaica e cristã. É professor emérito de filosofia da Universidade Paris I Panthéon-Sorbonne e da Universidade de Munique Ludwig-Maximilians. Desde 2009 é membro da Académie des Sciences Morales et Politiques e da Academia Católica da França. Em 2012 foi um dos ganhadores do Prêmio Ratzinger de teologia.

## Biografia
Rémi Brague estudou na École normale supérieure de Paris de 1967 a 1971. Em 1976 recebeu o título de doutor em filosofia pela Universidade Paris-Sorbonne, com uma tese sobre Aristóteles orientada pelo filósofo Pierre Aubenque.
Foi professor na Universidade Paris I Panthéon-Sorbonne, onde dirigiu o centro de pesquisas “Tradição do pensamento clássico”, e na Universidade de Munique Ludwig-Maximilians, onde ocupou a cátedra Romano Guardini. Foi também professor visitante nas Universidades de Boston, Pennsylvania e Lausanne.
Seus trabalhos concentram-se sobretudo na área de filosofia medieval com uma análise comparativa entre as tradições islâmica, judaica e cristã, e na história das ideias filosóficas.
Em setembro de 2002 participou como conferencista do 2º Colóquio Internacional Latinidade e Herança Islâmica, promovido pela Academia da Latinidade no Rio de Janeiro. Sua conferência intitulou-se Quelques difficultés pour comprendre l'islam.
Suas obras mais importantes compõem uma grande trilogia da qual fazem parte os livros La sagesse du monde (1999), La loi de Dieu (2005) e Le règne de l'homme (2015). Essa trilogia é uma longa reflexão sobre a cultura, compreendida como elemento constitutivo do ser humano. Mas em que ela se baseia? Os dois primeiros volumes traçam a história das duas principais respostas dadas a essa pergunta: a natureza (cosmologia) e Deus (teologia). O terceiro volume questiona o “projeto moderno”, segundo o qual o homem pode basear sua humanidade em si mesmo, sem referências à natureza ou a Deus.

## Obras
Livros publicados
- Le Restant. Supplément aux commentaires du Ménon de Platon, Paris, Vrin / Les Belles Lettres, 1978, 1999, 247p.
- Du temps chez Platon et Aristote. Quatre études, Paris, P.U.F., 1982, 1995; (Quadrige), 2003, 181p.
- Aristote et la question du monde. Essai sur le contexte cosmologique et anthropologique de l'ontologie, Paris, P.U.F., 1988, 2001, 560p.; Paris, Cerf, 2009.
- Europe, la voie romaine, Paris, Criterion, 1992, 189p.; 1993, 206p.; Gallimard (Folio-essais), 1999, 2005, 260p.
- (com P. Koslowski) Vaterland Europa, Europäische und nationale Identität im Konflikt, Wien, Passagen Verlag, 1997, 77p.
- La Sagesse du monde. Histoire de l'expérience humaine de l'univers, Paris, Fayard, 1999, 333p.; Paris, LGF, (Biblio-Essais), 2002, 445p.
- El passat per endavant, Barcelonesa d’edicions, 2001, 184 p.
- Introduction au monde grec. Études d'histoire de la philosophie, Chatou, La Transparence, 2005, 242p.; Paris, Flammarion (Champs), 2008.
- La Loi de Dieu. Histoire philosophique d'une alliance, Paris, Gallimard, 2005, 398p.; Paris, Gallimard (Folio-essais), 2008, 572p.
- Au moyen du Moyen Age. Philosophies médiévales en chrétienté, judaïsme, islam, Chatou, La Transparence, 2006, 317p.; Paris, Flammarion (Champs), 2008.
- Du Dieu des chrétiens et d'un ou deux autres, Paris, Flammarion, 2008, 256p.; (Champs), 2009.
- Image vagabonde. Essai sur l'imaginaire baudelairien, Chatou, La Transparence, 2008, 144p.
- Les Ancres dans le ciel. L'infrastructure métaphysique, Paris, Seuil, 2011, 139p.
- Le Propre de l'homme : Sur une légitimité menacée, Paris, Flammarion, 2013, 259p.
- Modérément moderne, Paris, Flammarion, 2014, 384p.
- Le règne de l'homme. Genèse et échec du project moderne, Paris, Gallimard, 2015, 416p.
- Contro il cristianismo e l'umanismo. Il perdono dell'Occidente, Siena, Cantagalli, 2015, 336p.
- Où va l'histoire ? Entretiens avec Giulio Brotti, Paris, Salvator, 2016, 182p.
- Sur la religion, Paris, Flammarion, 2018, 256p.
- Curing Mad Truths. Medieval Wisdom for the Modern Age, South Bend, Notre Dame University Press, 2019, 152p.
- (com S. B. Diagne) La Controverse. Dialogue sur l’islam, Paris, Stock, 2019, 191p.
- Zum christlichen Menschenbild, Springer, 2021, 170p.
- Après l'humanisme. L'image chrétienne de l'homme, Paris, Salvator, 2022, 210p.
- Sur l'Islam, Paris, Gallimard, 2023.

Traduções feitas pelo autor
- (do alemão e do inglês) Leo Strauss, Maïmonide. Essais recueillis et traduits, Paris, P.U.F., 1988, 376p.
- (do árabe) Maïmonide, Traité de logique, Paris, DDB, 1996, 158p.
- (do hebraico) Shlomo Pinés, La Liberté de philosopher. De Maïmonide à Spinoza, Paris, DDB, 1997, 484p.
- (do hebraico e do árabe) Thémistius, Paraphrase de la Métaphysique d'Aristote, Livre Lambda, Paris, Vrin, 1999, 175p.
- (do árabe) Maïmonide, Traité d'éthique, Paris, DDB, 2001, 186p.
- (do árabe) Razi, La Médecine spirituelle, Paris, Garnier-Flammarion, 2003, 206p.

Livros traduzidos em português
- A Sabedoria do Mundo. História da experiência humana do universo, Lisboa: Instituto Piaget, 2002, 319p.
- O Tempo em Platão e Aristóteles, São Paulo: Loyola, 2006, 200p.
- A Lei de Deus. História filosófica de uma aliança, Lisboa: Instituto Piaget, 2008, 384p.
- A Lei de Deus. História filosófica de uma aliança, São Paulo: Loyola, 2009, 376p.
- Mediante a Idade Média: Filosofias Medievais na Cristandade, no Judaísmo e no Islã, São Paulo: Loyola, 2010, 328p.
- Introdução ao mundo grego: estudos de história da filosofia, São Paulo: Loyola, 2010, 216p.
- Âncoras no Céu: a infraestrutura metafísica, São Paulo: Loyola, 2013, 128p.
- Europa, a via romana, trad. Jair Santos, São Paulo: Mnema, 2020, 188p.